# Liga da Paz e da Liberdade
A Liga da Paz e da Liberdade foi uma organização pacifista e republicana, fundada na Suíça em 1867. A organização era fortemente influenciada pelas ideias de Giuseppe Mazzini e realizou três Congressos da Paz e da Liberdade, que tiveram reuniões em Genebra (1867), em Berna (1868) e em Lausanne (1869), mobilizando personalidades como Giuseppe Garibaldi e Victor Hugo.